# ملبس (تشيشير)
ملبس (بالإنجليزية: Malpas, Cheshire)‏ هي بلدة وأبرشية مدنية تقع في المملكة المتحدة في إنجلترا. يقدر عدد سكانها بـ 1,628 نسمة .